# Fejervarya vittigera
Fejervarya vittigera là một loài ếch trong họ Ranidae. Chúng là loài đặc hữu của Philippines.
Các môi trường sống tự nhiên của chúng là vùng đất ẩm có cây bụi nhiệt đới hoặc cận nhiệt đới, đồng cỏ nhiệt đới hoặc cận nhiệt đới vùng ngập nước hoặc lụt theo mùa, hồ nước ngọt, hồ nước ngọt có nước theo mùa, đầm nước ngọt, đầm nước ngọt có nước theo mùa, đất canh tác, vùng đồng cỏ, các đồn điền, vườn nông thôn, các vùng đô thị, khu vực trữ nước, ao, ao nuôi trồng thủy sản, hố lộ thiên, khu vực xử lý nước thải, đất có tưới tiêu, đất nông nghiệp có lụt theo mùa, kênh đào và mương rãnh, và thảm thực vật di thực.